# 우리가 볼 수 없는 모든 빛
《우리가 볼 수 없는 모든 빛》(영어: All the Light We Cannot See)은 2023년 11월 넷플릭스에서 공개된 미국의 드라마이다. 퓰리처상 수상작이기도 한 앤서니 도어의 동명 소설을 원작으로 했다.

## 시놉시스
제2차 세계대전 전장 한복판에서 프랑스 소녀 마리로르와 독일 소년 베르너가 나치 독일에 맞서는 이야기.

## 출연진
- 아리아 미아 로베르티/넬 서튼(아역) - 마리로르 르블랑
- 마크 러펄로 - 다니엘 르블랑
- 휴 로리 - 에티엔 르블랑
- 루이스 호프만 - 베르너 페니히
- 라르스 아이딩거 - 라인홀트 폰 룸펠
- 앤드리아 덱 - 산드리나
- 매리언 베일리